# Plecoptera polymnia
Plecoptera polymnia är en fjärilsart som beskrevs av Fawcett 1917. Plecoptera polymnia ingår i släktet Plecoptera och familjen nattflyn. Inga underarter finns listade i Catalogue of Life.